# Félix García Casas
Félix Manuel García Casas (Madrid, 29 de desembre de 1968) va ser un ciclista espanyol que fou professional entre 1993 i 2003. En el seu palmarès destaquen dues victòries d'etapa a la Volta a Xile i també va aconseguir estar entre els 15 primers a la classificacións finals de les grans voltes.

## Palmarès
- 1993
  - Vencedor d'una etapa de la Volta a Portugal del Futur
- 1995
  - 1r al Trofeu Comunitat Foral de Navarra
- 1996
  - Vencedor d'una etapa de la Volta a Xile
- 1997
  - Vencedor d'una etapa de la Volta a Xile

### Resultats a la Volta a Espanya
- 1993. 80è de la classificació general
- 1994. 21è de la classificació general
- 1995. 12è de la classificació general
- 1997. 13è de la classificació general
- 1998. 20è de la classificació general
- 1999. 17è de la classificació general
- 2000. 21è de la classificació general
- 2001. 15è de la classificació general
- 2002. 8è de la classificació general
- 2003. 15è de la classificació general

### Resultats al Tour de França
- 1996. 48è de la classificació general
- 2000. 14è de la classificació general
- 2001. 37è de la classificació general
- 2003. 23è de la classificació general

### Resultats al Giro d'Itàlia
- 1996. 17è de la classificació general
- 1997. 12è de la classificació general
- 1998. 37è de la classificació general